# Masaru Matsuhashi
Masaru Matsuhashi (松橋 優 Matsuhashi Masaru?), född 22 mars 1985 i Nagasaki prefektur, är en japansk fotbollsspelare.
Matsuhashi började sin karriär 2007 i Oita Trinita. Med Oita Trinita vann han japanska ligacupen 2008. 2009 flyttade han till Ventforet Kofu. Han spelade 179 ligamatcher för klubben. Han avslutade karriären 2019.